# 린 우드
리안 우드(Leanne Wood, 1971년 12월 13일 ~ )는 웨일스 출신의 정치인으로, 플라이드 컴리의 대표이다.
웨일스 론다에서 태어났고, 2003년부터는 사우스웨일스센트럴 지역구를 대표하는 웨일스 국회의원이 되었다. 2012년 3월 15일 플라이드 컴리의 대표로 당선됐다. 사회주의자, 공화주의자이자 웨일스 독립에 찬성하는 성향이며, 플라이드 컴리 최초의 여성 대표이자 웨일스어 원어민이 아니라 나중에 배운 최초의 대표이기도 하다.

## 어린 시절
우드는 1971년 12월 13일 흘뤼니피아 병원에서 제프 우드와 에이브릴 우드의 딸로 태어났다. 페니그레이그 부근에 있는 마을에서 자랐고 (현재도 거주중) 토너팬디 종합중등학교 (현 토너팬디 커뮤니티 고등학교)를 거쳐 글러모건 대학교 (현 사우스웨일스 대학교)에서 공부했다.

## 경력
우드는 1997년부터 2000년까지 미드글러모건 보호감찰부에서 보호감찰관으로 일했다. 1998년부터 역시 2000년까지는 나포의 공동의장을 맡기도 했다. 2001년부터는 쿰 커논 여성자선단에서 보조직원으로 일하고 같은 해 회장으로 활동하다 2002년에 그만뒀다. 우드는 2000년부터 카디프 대학교에서 사회 정책 강의를 시작해 2003년 웨일스 국회의원으로 당선되기 전까지 계속했다.

## 정치 경력
우드는 마지 피어시가 지은 여성주의 문학소설인 《시간의 경계에 선 여자》 (1976)를 읽고, 1984년에서 1985년까지 벌어졌던 영국 광부 파업사태를 겪으면서 정치 분야로 자각하게 되었다. 그녀가 존경했던 정치 인물로는 1831년 메르티르 봉기를 이끌었던 루이스 루이스가 있었다.
우드는 20세가 되던 1991년에 플라이드 컴리에 가입하고 난 뒤, 1995년 론다커논타프 특별시의회 의원으로 당선되어 1999년까지 재직했다. 영국 의회에는 론다 지역구 후보로 1997년과 2001년 총선에 모두 출마했으나 낙선했다. 2000년 보호감찰부를 떠난 뒤부터는 2001년까지 질 이반스 유럽의회 의원의 정치연구원으로 일했다. 2003년부터 2004년까지는 카디프 전쟁중단연합의 의장을 맡았다.

### 웨일스 국민의회
그런 뒤 우드는 2003년 5월 1일에 치러진 지역의회 선거에서 사우스웨일스센트럴 지역구의 플라이드 컴리 후보로 출마해 웨일스 국회의원으로 당선됐다. 그리고 그 해부터 2007년까지 당내 그림자 사회법무부 장관 (제1야당의 사회법무부 장관)을 맡았다.
2004년 12월 우드는 토의 도중에 엘리자베스 2세 여왕을 "윈저 부인 (Mrs Windsor)"이라 불렀다는 이유로 회의장에서 퇴장할 것을 명령받은 첫 국민의회 의원이 되었다. 엘리스토머스 경은 우드에게 무례했다는 점을 들어 발언 취소를 요청했다. 우드는 거절했고 퇴장할 것을 명령받았다. 이후 우드는 "전 여왕을 인정하지 않는다 ... 제가 공평하게 대우받았다고 생각하지 않는다. (여왕 폐하란 호칭이) 꼭 필요하다고 생각하지 않는다. 그게 그녀의 이름이니까 그렇게 불렀던 것이다"라고 말했다.
우드는 2007년 1월 8일 스코틀랜드의 퍼즐레인 해군기지에서 영국의 트라이던트 핵미사일 프로그램에 반대하는 시위에 참가한 도중 체포됐다.
2007년 7월 노동당과 플라이드 컴리 간의 연합으로 원 웨일스 내각이 수립되면서, 우드는 플라이드 컴리의 지속 대변인이 되었다. 그리고 제3대 국회가 끝난 2011년까지 대변인직을 맡았다. 대변인으로 재직하는 동안 우드는 식량 재배에 사용할 수 있는 부지를 더 늘리라고 요구하는 등 여러 환경 문제와 관련하여 운동에 나섰다.
2011년 웨일스 국회의 입법권 확대에 관한 국민투표 기간에는 전 정당이 참여한 예스 포 웨일스 운영단의 플라이드 컴리 대표를 맡았다. 예스 포 웨일스는 국민투표 기간 동안 '찬성 (Yes)'표 운동을 펼쳐 성공을 거뒀다. 현재 우드는 웨일스 국회 내 정당간 PCS 그룹의 의장이다. BBC에 따르면 우드의 특정 관심사는 빈곤 문제, 여성 문제, 사회 복지, 사법제도, 사회 내 배제계층, 심리 건강, 반민영화와 반전이다. 플라이드 컴리의 프로필에는 우드가 "웨일스가 자치 분권화된 사회주의 공화국이 되는" 데 전념한다는 내용이 들어가 있다.

### 정밀 조사
2009년부터 2011년까지 우드는 웨일스 감사원의 과잉 예산을 폭로하는 데 앞장섰다. 당시 웨일스 감사원의 감사관은 제러미 콜먼이 재직하고 있었다. 우드는 2000년 정보자유법을 통해 콜먼 감사관이 앤서니 스노 전 CEO에게 개인 명목으로 퇴직금 750,000파운드를 재가했다는 사실을 적발했다. 이어진 추가 조사에서는 콜먼이 단독으로 재가한 예산이 더 있으며, 개중에는 콜먼과 스노의 연수비, 공공예산 절약 방안에 관한 회의에 스노를 참석시키는 과정에서 마련한 기사 동반 메르세데스 벤츠 대여비도 있었다는 사실이 적발됐다. 콜먼은 외부기관의 조사에 따라 2010년 2월 사임했고, 이어서 아동 포르노 소지죄 혐의를 인정했다.
우드는 정보자유법에 따라 입수한 자료를 통해 웨일스의 대학 부총장들이 받는 연봉 수준을 폭로했다. 자료에 따르면 2009년 기준 웨일스의 대학교에서는 연봉 100,000파운드 이상인 부총장들이 270명을 넘었다. 웨일스 내의 모든 대학 부총장들이 카륀 존스 웨일스 총리가 받는 봉급 134,723파운드보다 더 많이 받고 있었으며, 데이비드 캐머런 영국 수상의 수령액인 197,000파운드보다도 더 많이 받는 경우도 있었다는 사실이 주목받았다.
우드가 입수한 정보에 따르면 웨일스에서 2002년~2003년 이래 최저임금을 받지 못하는 노동자는 수천 명에 달했다. 웨일스에서만 1000명 이상의 고용인들이 임금을 적게 지불하고 있었다. 이후 2010년 사업혁신기술부는 세무세관청에게 "고용주가 위법 행위를 해왔다는 확실한 증거가 있으면 전격 기소할 것"을 요청했다. 2011년 6월까지 기소는 한 건도 없었다.

### 정책 발전
우드는 주요한 정책 문건을 두 가지 만들었다. 2008년에는 〈우리 사회 더 안전하게 만들기〉 (Making Our Communities Safer)를 출간했다. 이 문건은 지난 4년간 플라이드 컴리의 사회사법부흥 대변인과 위원회 의원을 맡은 경험은 물론 이전에 보호감찰관으로 일한 자신의 경험을 바탕으로, 웨일스에 양도되어야 하는 형사사법제도에 관해 주장하고 있다.
2011년에는 〈밸리 지역을 위한 그린프린트〉(A Greenprint for the Valleys)가 출간됐다. 여기서 우드는 웨일스 밸리 지역의 옛 탄광 지대를 부흥시키는 것을 목표로 일자리 만들기 프로그램을 주장하고 있다. 이 프로그램에는 녹색 시공기술 대학교, 밸리의 통합 교통 계획안 시행, 재생 가능한 에너지와 식량 생산을 위한 토지은행 설립, 건축유산 개조 프로그램 등의 계획이 들어가 있다. 또한 가정내 에너지 효율성 측정기와 녹색협동조합 설립에 재정적 지원을 제공하자고 주장하고 있다.

### 플라이드 컴리의 대표
2012년 3월 15일 우드는 엘린 존스와 다비드 엘리스 토머스를 누르고 플라이드 컴리 대표 경선에서 당선됐다. 이번 경선의 승리로 우드는 당내 첫 여성 대표가 되었다. 더불어 웨일스어가 유창하지 않지만 현재 배우고 있는 중인 최초의 대표가 되기도 했다. 우드의 대표직 정견에는 개헌과 함께 불거진 경제적, 환경적 우려를 강조하면서 "진정한 독립 - 전쟁을 멈추는 데 진심으로 힘쓰도록 하겠다"는 내용이 포함됐다. 린 우드의 대표직 운동 지지자로는 애덤 프라이스 전 플라이드 컴리 영국 국회의원, 다비드 이원 전 플라이드 컴리 당수, 메나 메크레스 전 컴데이사스 의장이 있었다.
2012년 2014년에 치룰 스코틀랜드 독립투표에 관해 토의하던 중 '영국스러움'의 개념을 언급했다. 우드는 영국이 영국이란 하나의 국가로 남지 않는다고 생각한다고 설명했다. 그리고 자신은 영국의 분열에 따라 한 세대 내에는 웨일스가 독립 주권국이 될 것이며, "다른 구성국들의 이웃 (Neighbourhood of Nations)"으로 남게 될 것이 분명하다고 말했다.
우드는 2015년 총선 전 텔레비전 토론회에 일곱 정당 대표 중 한 명으로 참가했다. 토론회 직후 ICM 리서치, 콤리스, 유고브 3사는 여론조사를 실시해 지지율 순위에서 모두 우드를 최하위로 놓았다. 4월 16일에 열린 2차 토론회에서 우드는 에드 밀리밴드 노동당 대표에게 자신은 선거에서 노동당이 승리한다면 긴급 예산을 갖게 되고, 예산 삭감을 뒤엎어 웨일스에게 특히 해가 될 것이라고 믿는다며 이의를 제기했다. 4월 30일 우드는 BBC One 웨일스에서 방송된 30분짜리 토론회 《린 우드에게 묻습니다》(Ask Leanne Wood)에 출연해 방청객들의 질문에 답했고, 플라이드 컴리가 노동당 내각을 지지하고 제안했다.

## 개인 생활
린 우드와 오래전부터 지내온 애인인 이언 브라운은 슬하에 딸 하나 (케리스 어밀리아 우드)를 두고 있다. 2002년에는 당시 우드의 애인이었던 데이비드 이반스가 만성피로증후군 치료에 사용되는 항우울제 과다량을 삼켜 자살한 적이 있었다.

## 역대 선거 결과
영국 의회 선거
| 선거연도 | 지역구 | 정당          | 득표수 (표) | 득표율 (%) |
| -------- | ------ | ------------- | ----------- | ---------- |
| 1997년   | 론다   | 플라이드 컴리 | 5,450       | 13.4       |
| 2001년   | 론다   | 플라이드 컴리 | 7,183       | 21.1       |

웨일스 국민의회 선거
| 선거연도 | 지역구             | 정당          | 득표수 (표) | 득표율 (%) | 결과 | 비고              |
| -------- | ------------------ | ------------- | ----------- | ---------- | ---- | ----------------- |
| 2003년   | 사우스웨일스센트럴 | 플라이드 컴리 | 27,956      | 15.44      | 당선 | 다의원 정당명부제 |
| 2007년   | 사우스웨일스센트럴 | 플라이드 컴리 | 32,207      | 15.5       | 당선 | 다의원 정당명부제 |
| 2011년   | 사우스웨일스센트럴 | 플라이드 컴리 | 28,606      | 13.7       | 당선 | 다의원 정당명부제 |